# 5 martie
ianuarie • februarie • martie  • aprilie  • mai  • iunie  • iulie  • august  • septembrie  • octombrie  • noiembrie  • decembrie
5 martie este a 64-a zi a calendarului gregorian și ziua a 65-a în anii bisecți. Mai sunt 301 zile până la sfârșitul anului.

## Evenimente

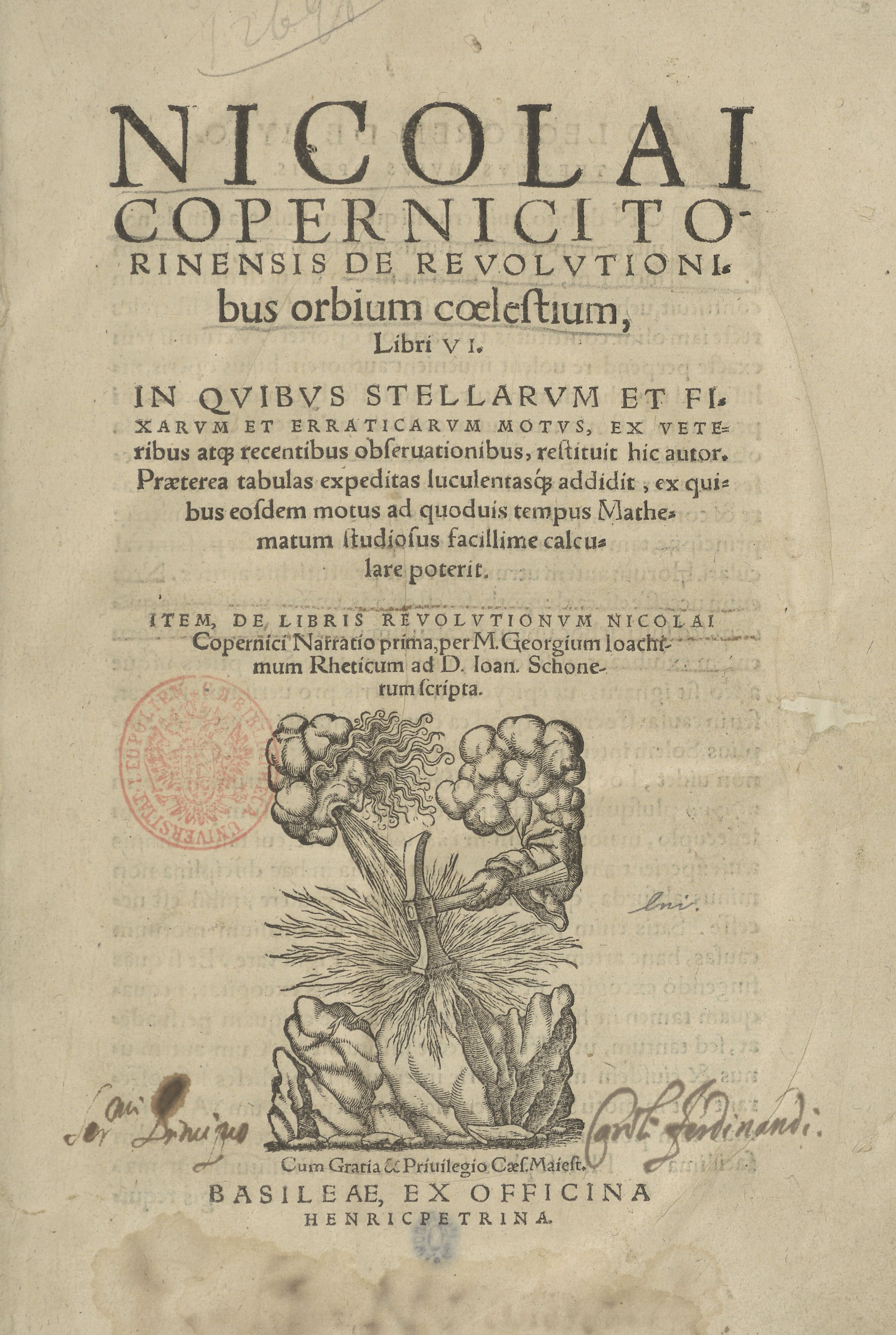
1616: Lucrarea De revolutionibus orbium coelestium a lui Nicolaus Copernic este declarată eretică de către Biserica Catolică.

- 1608: Sigismund Rákóczi s-a retras din domnie; a fost ales ca principe al Transilvaniei Gabriel Báthory.
- 1616: Biserica catolică a declarat ca erezii teoriile legate de astronomie ale episcopului Nicolaus Copernic (1473-1543).
- 1658: A început domnia lui Mihnea Radu în Țara Românească (1658-1659).
- 1711: Printr-un ucaz al țarului Petru cel Mare, în cadrul reformelor sale, este definită o nouă funcție, aceea de Oberfiskal, un funcționar superior "a cărui sarcină va fi să-i urmărească în taină pe toți oamenii și chiar și pe cei mai înalți dregători". Oberfiskalul are în subordine 500 de fiskalii care urmează să descopere pe judecătorii corupți, pe cei care înșeală fiscul, pe funcționarii care cer mită.
- 1860: Parma, Toscana, Modena și Romagna votează în referendumuri pentru a se alătura Regatului Sardiniei.
- 1889: La Ateneul Român a avut loc primul concert susținut de orchestra Societății Filarmonice Române, astăzi Filarmonica  George Enescu.
- 1902: S-a adoptat "Legea pentru organizarea meseriilor", cunoscută sub numele de Legea Missir; a intrat în vigoare la 13/26 septembrie 1902.
- 1918: Capitala Rusiei se mută de la Petrograd la Moscova.
- 1919: Decret-lege în România privind adoptarea calendarului gregorian, începând de la 1 aprilie 1919 (stil vechi), care a devenit 14 aprilie (stil nou).

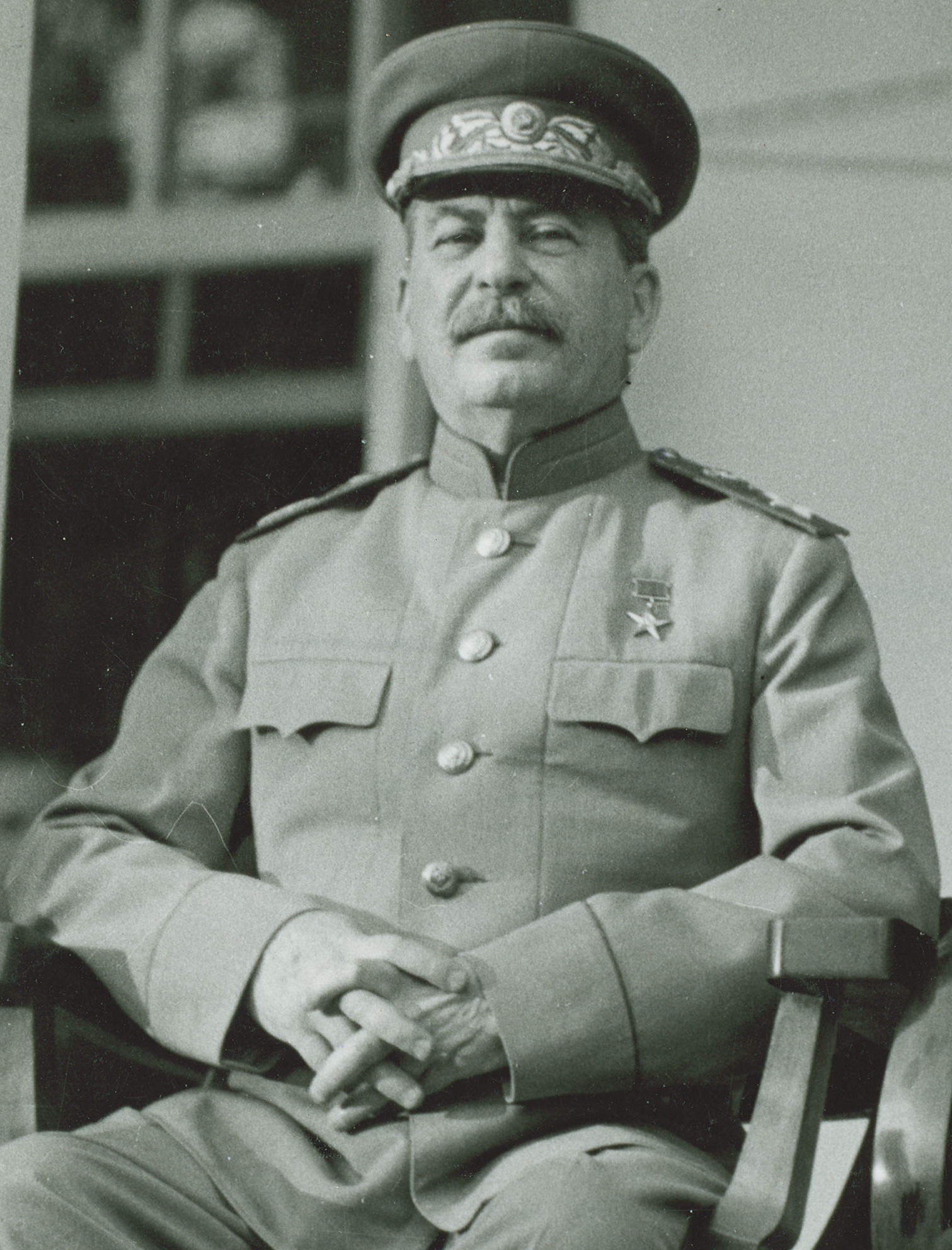
1953: Moare Iosif Vissarionovici Stalin în vârstă de 74 de ani.

- 1931: „Pactul de la Delhi" încheiat de Mahatma Gandhi cu E.Irwin, viceregele Indiei, privind suspendarea campaniei de nesupunere civilă începută în martie - aprilie 1930, organizarea unei consfătuiri a delegaților Congresului cu guvernul britanic.
- 1933: Partidul nazist al lui Adolf Hitler obține 43,9% la alegerile Reichstag. Acest lucru va permite mai târziu naziștilor să treacă legea de abilitare și de a stabili o dictatură.
- 1944: Al Doilea Război Mondial: Armata Roșie începe Ofensiva Uman–Botoșani în Republica Sovietică Socialistă Ucraineană.
- 1946: Churchill a declarat, la Fulton (Missouri), că de la Stettin, din Baltica, până la Trieste, din Adriatica, o "cortină de fier" a coborât traversând continentul european – începutul Războiului Rece.
- 1953: Moare Iosif Vissarionovici Stalin în vârstă de 74 de ani. Trupul său a fost mumificat și păstrat în Mausoleul lui Lenin până la 3 octombrie 1961, când a început destalinizarea în Uniunea Sovietică. Trupul lui Stalin a fost îngropat, după aceea, lângă zidul Kremlinului.
- 1968: În perioada 5-10 martie 1968 a avut loc prima ediție a Festivalului Internațional de muzică ușoară Cerbul de Aur.
- 1970: A intrat în vigoare Tratatul cu privire la neproliferarea armelor nucleare.
- 2003: La Haifa, 17 civili israelieni sunt uciși de o bombă sinucigașă Hamas în masacrul din autobuzul 37.

## Nașteri
- 1133: Regele Henric al II-lea al Angliei (d. 1189)
- 1324: Regele David al II-lea al Scoției (d. 1371)
- 1512: Gerardus Mercator, cartograf, geograf și matematician flamand (d. 1594)
- 1575: William Oughtred, matematician englez (d. 1660)
- 1585: Johann Georg I, Elector de Saxonia (d. 1656)
- 1696: Giovanni Battista Tiepolo, pictor, gravor italian (d. 1770)
- 1723: Prințesa Mary a Marii Britanii (d. 1773)
- 1743: Jean-Simon Berthélemy, pictor francez (d. 1811)
- 1794: Jacques Babinet,  fizician, matematician și astronom francez (d. 1872)
- 1805: Théodore Labarre, compozitor și harpist francez (d. 1870)
- 1827: Wilhelm de Mecklenburg-Schwerin, strănepot al Țarului Pavel I al Rusiei (d. 1879)
- 1870: Frank Norris, scriitor american (d. 1902)

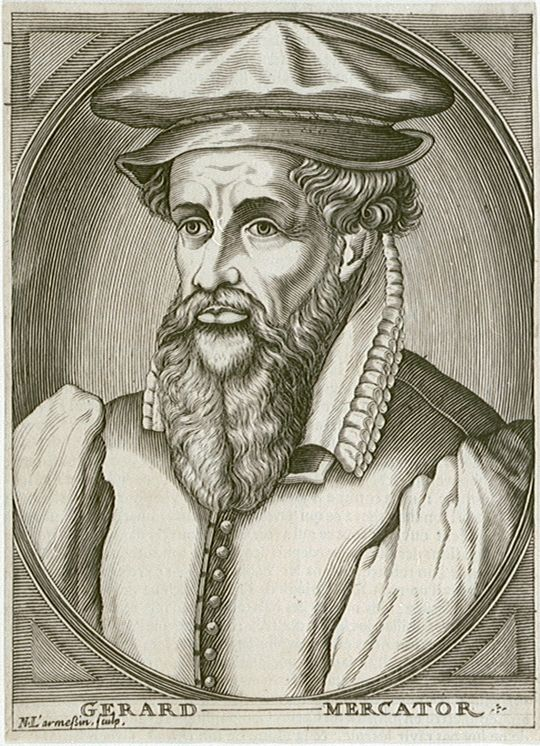
Gerardus Mercator, geograf și matematician flamand
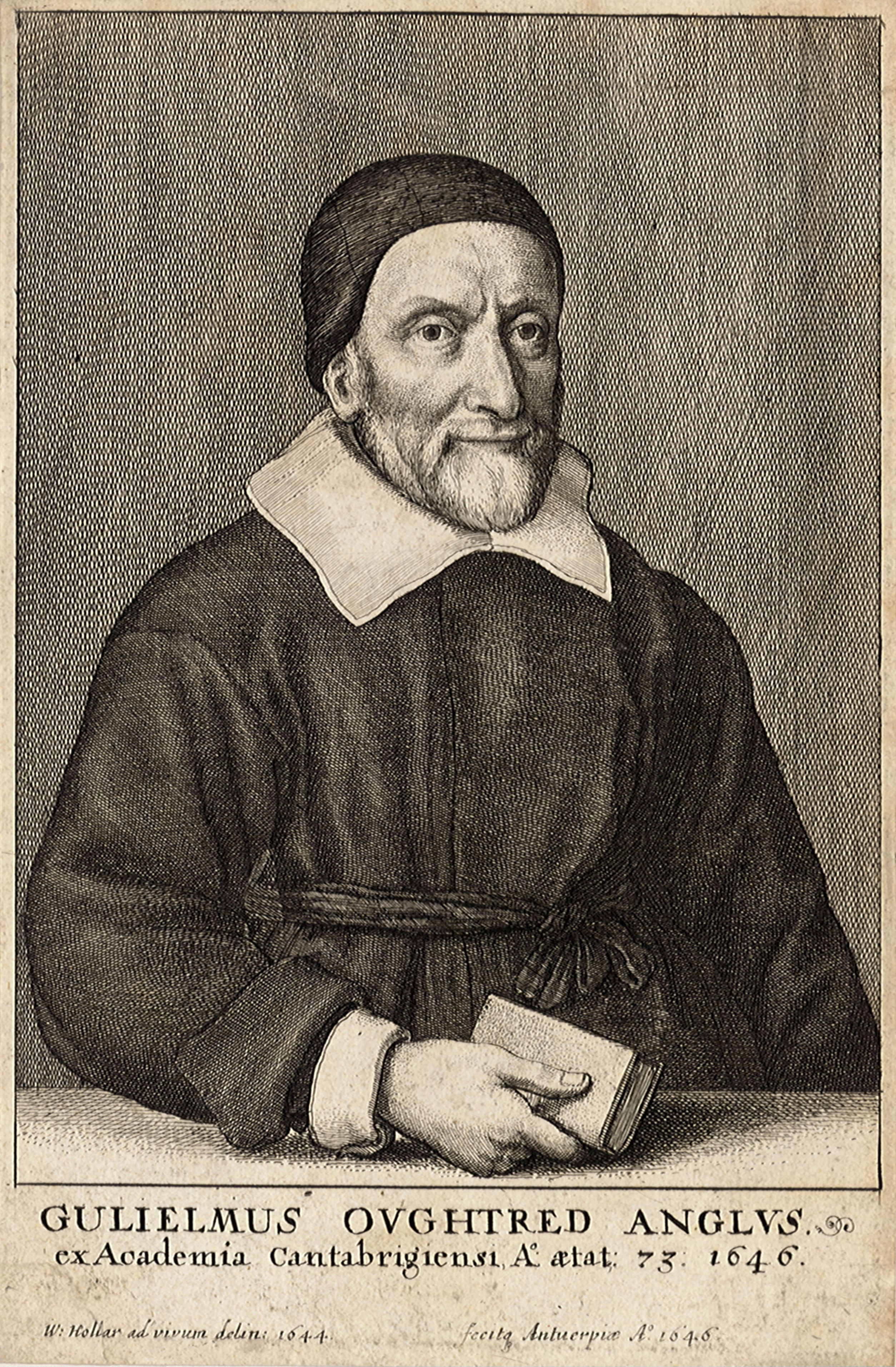
William Oughtred, matematician englez
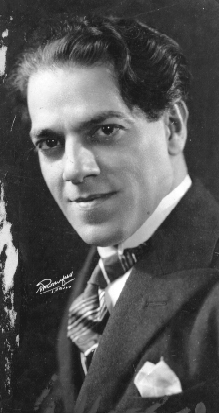
Heitor Villa-Lobos, muzician și folclorist brazilian

- 1871: Rosa Luxemburg, revoluționară socialistă (d. 1919)
- 1887: Corneliu Micloși, inginer român, membru al Academiei Române (d. 1963)
- 1887: Heitor Villa-Lobos, muzician și folclorist brazilian (d. 1959)
- 1898: Ciu Enlai, primul prim-ministru al Republicii Populare Chineze (d. 1976)
- 1908: Rex Harrison, actor englez de teatru și film (d. 1990)
- 1910: Iustin Moisescu, patriarh al Bisericii Ortodoxe Române (d. 1986)
- 1918: James Tobin, economist american, laureat al Premiului Nobel pentru Economie (d. 2002)
- 1920: Radu Stanca, poet, dramaturg, regizor român (d. 1962)
- 1922: Pier Paolo Pasolini scriitor, poet, regizor italian (d. 1975)
- 1933: Walter Kasper, cardinal
- 1935: Romulus Sârbu, actor român de pantomimă (d. 2021)
- 1936: Dean Stockwell, actor american (d. 2021)
- 1942: Mike Resnick, scriitor american de literatură științifico-fantastică (d. 2020)
- 1944: Ion Sasu, politician român
- 1949: Bernard Arnault, afacerist francez
- 1952: Alan Clark, muzician britanic (Dire Straits)
- 1952: Robin Hobb, scriitoare americană
- 1953: Radu Berceanu, politician român
- 1954: João Lourenço, politician angolez, președintele Angolei în perioada 2017-prezent
- 1956: Țvetan Petkov, canotor bulgar
- 1958: Veronica Abramciuc, politiciană moldoveană
- 1958: Arnaud Courlet de Vregille, pictor francez
- 1965: Elena Bodnarenco, politiciană din R. Moldova (d. 2022)
- 1970: Aleksandar Vučić, politician sârb, Președinte al Serbiei
- 1978: Daniel Risch, politician din Liechtenstein, prim-ministru al Principatului Liechtenstein (2021 - 2025)
- 1982: Ha Seok-jin, actor sud-coreean
- 1983: Pablo Brandán, fotbalist argentinian
- 1990: Alexandra Bujdoso, scrimeră germană
- 1990: Danny Drinkwater, fotbalist englez

## Decese
- 1534: Antonio da Correggio, pictor italian (n. 1489)
- 1622: Ranuccio I Farnese, Duce de Parma (n. 1569)
- 1827: Pierre Simon Laplace, astronom, matematician francez (n. 1749)
- 1827: Alessandro Volta, fizician italian (n. 1754)
- 1860: Alfred de Dreux, pictor francez (n. 1810)
- 1893: Hippolyte Taine, istoric, filosof francez (n. 1828)
- 1903: Eugène-Anatole Demarçay, chimist francez  (n. 1852)
- 1906: Hugh Ramsay, pictor australian (n. 1877)

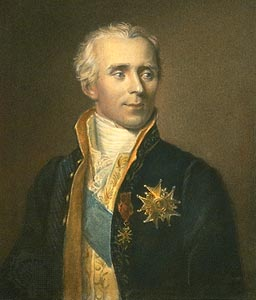
Pierre Simon Laplace, astronom, matematician francez
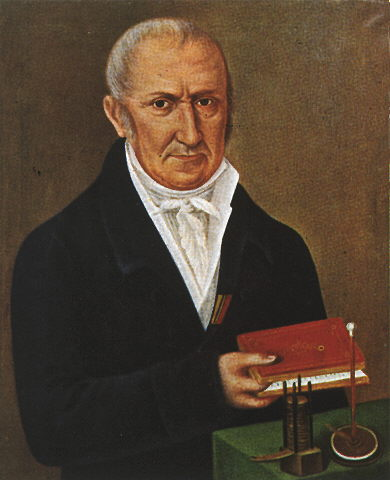
Alessandro Volta, fizician italian
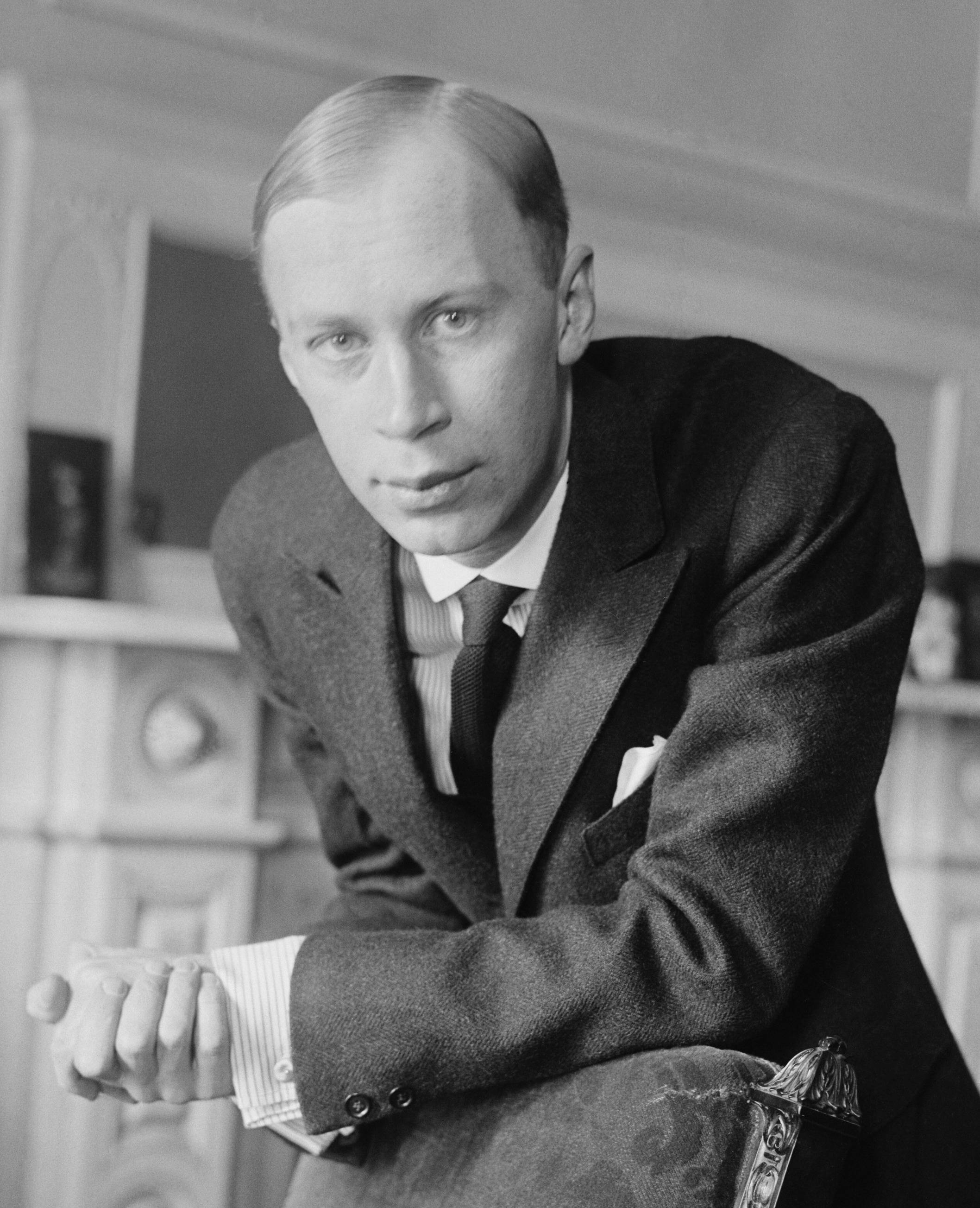
Serghei Prokofiev, compozitor rus

- 1925: Gheorghe Munteanu Murgoci, geolog, mineralog român (n. 1872)
- 1939: Moses Gaster, istoric literar și folclorist (n. 1856)
- 1944: Max Jacob, poet și pictor francez (n. 1876)
- 1953: Iosif Vissarionovici Stalin, politician rus (n. 1879)
- 1953: Serghei Prokofiev, compozitor rus (n. 1891)
- 1955: Hortensia Papadat-Bengescu, prozatoare și autoare dramatică română (n. 1876)
- 1960: Istvan Asztalos, scriitor român de naționalitate maghiară (n. 1909)
- 1963: Patsy Cline, cântăreață de muzică country (n. 1932)
- 1966: Anna Ahmatova (Anna Andreevna Gorenko), poetă rusă (n. 1889)
- 1969: Raymond Besse, artist francez (n. 1899)
- 1999: Tia Peltz, graficiană și scriitoare română (n. 1923)
- 2012: Angela Chiuaru, actriță română (n. 1928)
- 2013: Hugo Chávez, al 52-lea președinte al Venezuelei (n. 1954)
- 2019: Doru Popovici, compozitor român (n. 1932)
- 2019: Ion Milovan, handbalist și antrenor român (n. 1949)

## Sărbători
- Ziua mondială a eficienței energetice